# Al-Sharif al-Murtada
al-Sharīf al-Murtaḍā (in arabo الشريف المرتضى‎?; Baghdad, 966 – Baghdad, 1044) è stato un teologo arabo  sciita.
Il suo vero nome era Abū l-Qāsim ʿAlī ibn al-Ḥusayn (in arabo بو القاسم علي بن الحسين‎?), ma popolarmente era noto come "ʿAlam al-Hudā" ("Vessillo della Guida [dei credenti]").
Il nome Sharīf gli fu dato in quanto discendente del profeta Maometto.
Fu uno dei maggiori pensatori sciiti e un discepolo del celebre dotto Shaykh al-Mufīd. 
Era di 4 anni il fratello maggiore di al-Sharīf al-Raḍī, collazionatore del Nahj al-balāgha e visse all'epoca della Dinastia Buwayhide, una delle età più produttive per la letteratura araba, in cui vissero grandi poeti come al-Mutanabbi e al-Ma'arri, suoi contemporanei.
Era un hascemita e discendeva per linea paterna dal profeta Maometto.
Sua madre si chiamava Fāṭima - originaria di una famiglia aristocratica del Tabaristan (oggi Mazandaran) e fu per la sua grande fama e su sua richiesta che lo Shaykh al-Mufīd compilò il libro "Aḥkām al-nisāʾ" (Le disposizioni circa le donne): un'opera di fiqh sulla normativa concernente le donne. Morì a Baghdad nel 995.

## Opere e contributi
Personalità poliedrica, viene ricordato da molti sciiti come uno dei più grandi studiosi della sua epoca, e fu maestro di vari importanti ʿulamāʾ, inclusi i famosi Shaykh al-Tūsī, fondatore della celebre scuola teologica di Najaf. Fu Naqīb al-Nuqabāʾ" dopo la morte di suo fratello.
al-Sharīf al-Murtaḍā fu assai interessato al fiqh, come il fratello, che tuttavia era anche orientato alla politica e alla letteratura. Era considerato maestro di kalām, fiqh, usul al-fiqh, letteratura, grammatica, poesia e altre discipline ancora. Il suo dīwān poetico contiene oltre 20 000 versi.

## Opere attribuitegli
- al-Dhakhīra fī uṣūl al-fiqh (الذخيرة)
- al-Ghurar wa al-durar (الغرر والدرر)
- al-Intiṣār (الانتصار)
- al-Shāfīʿ (الشافي)
- Tanzīh al-anbiyāʾ (تنزيه الأنبياء)
- Jamal al-ʿilm wa l-ʿamal.